# Sorority Boys
Sorority Boys es una película de comedia de 2002 dirigida por Wallace Wolodarsky, sobre un grupo de adolescentes que se visten como mujeres para formar parte de una fraternidad de mujeres.

## Sinopsis
Tres universitarios, Adam, Dave y Doofer, son expulsados de su fraternidad por la trampa de un colega suyo que los acusa de haber robado el dinero de todos los miembros de la fraternidad por lo que deciden disfrazarse temporalmente para asistir a la fiesta de su fraternidad y no ser reconocidos para de tomar una cinta de video que Adam tiene en su cuarto el cual puede contener la imagen de la persona que entró a robar el dinero de la caja fuerte que Dave tenía a su cargo. Al llegar a la fiesta los hombres los rechazan por ser grandes y poco atractivas y son expulsados frente a sus vecinas. Leah a la presidenta de la fraternidad feminista de las siglas F.E.A les invita a quedarse gratis si deciden formar parte de las F.E.A. Mientras permanecen en la casa se las ingenian para apoderarse de esa cinta asistiendo a clases normalmente a la universidad. Dave disfrazado tomando el nombre de Dayse se enamora de Leah pero no logra decirle que es realmente un hombre, Doofer como Roberta ayuda a divertirse a las chicas de la fraternidad que tienen baja autoestima y Adam como Adina es acosado por su hermano que lo cree una atractiva mujer. Cuando al fin revelan sus verdaderas identidades ante todos los integrantes de las dos fraternidades se percatan de lo crueles que han sido durante años con el sexo femenino, y deciden integrar las dos fraternidades.

## Reparto
| Actor              | Personaje        |
| ------------------ | ---------------- |
| Barry Watson       | Dave / Daisy     |
| Michael Rosenbaum  | Adam / Adina     |
| Harland Williams   | Doofer / Roberta |
| Melissa Sagemiller | Leah             |
| Tony Denman        | Jimmy            |
| Brad Beyer         | Spence           |
| Kathryn Stockwood  | Patty            |
| Heather Matarazzo  | Katie            |
| Yvonne Sciò        | Frederique       |
| Omar Benson Miller | Big Johnson      |
| Mike Beaver        | Big Fat Frat     |
| Peter Scolari      | Louis            |
| Bree Turner        | Tiffany          |
| James Daughton     | Padre de Dave    |
| Mark Metcalf       | John Kloss       |
| Stephen Furst      | The Alum         |
| John Vennon        | Anciano          |
| Brian Posehn       | Haggard Alum     |
| Kerri Higuchi      | Susie            |